# Niuzhuang (sockenhuvudort i Kina, Hubei Sheng, lat 30,24, long 110,36)
Niuzhuang (kinesiska: 牛庄, 牛庄乡) är en sockenhuvudort i Kina. Den ligger i provinsen Hubei, i den centrala delen av landet, omkring 380 kilometer väster om provinshuvudstaden Wuhan. Antalet invånare är 7 496. Befolkningen består av 3 537 kvinnor och 3 959 män. Barn under 15 år utgör 11,0 %, vuxna 15-64 år 75 %, och äldre över 65 år 12,0 %.
Runt Niuzhuang är det ganska tätbefolkat, med 83 invånare per kvadratkilometer. Närmaste större samhälle är Jinguoping, 14,5 km väster om Niuzhuang. I omgivningarna runt Niuzhuang växer i huvudsak blandskog.
Genomsnittlig årsnederbörd är 1 647 millimeter. Den regnigaste månaden är september, med i genomsnitt 273 mm nederbörd, och den torraste är december, med 22 mm nederbörd.